# Wörthsee
Wörthsee là một đô thị trong huyện Starnberg bang Bayern, Đức. Ở Steinebach có trụ sở hành chính xã.

## Địa lý

### Vị trí
Làng tọa lạc ở bờ phía đông bắc hồ Wörthsee, cách Starnberg khoảng 15 km. 

### Hành chính
Xã chính thức có 7 làng:
- Auing
- Etterschlag
- Schluifeld
- Schluisee am Wörthsee
- Steinebach am Wörthsee
- Walchstadt
- Waldbrunn